# Muzeum Feliksa Nowowiejskiego w Barczewie
Salon Muzyczny im. Feliksa Nowowiejskiego w Barczewie – muzeum z siedzibą w Barczewie, poświęcone osobie kompozytora Feliksa Nowowiejskiego. Placówka jest obecnie miejską jednostką organizacyjną, działającą w ramach barczewskiego Centrum Kultury i Promocji Gminy.
Muzeum powstało w 1961 roku, a na jego siedzibę przeznaczono budynek, stojący w miejscu dawnego domu rodzinnego kompozytora. Od początku swego istnienia placówka pozostawała w gestii władz miejskich i powiatowych, natomiast opiekę merytoryczną nad zbiorami sprawowało Muzeum Mazurskie w Olsztynie. Otwarcie barczewskiego muzeum miało miejsce 15 lipca 1961 roku, w przeddzień pięćdziesiątej pierwszej rocznicy prawykonania „Roty” na krakowskich Błoniach. Od 2007 roku placówka nosi nazwę Salonu Muzycznego im. Feliksa Nowowiejskiego w Barczewie.
W zbiorach muzeum znajdują się liczne pamiątki po Feliksie Nowowiejskim, m.in. fotografie, dokumenty, nuty, rękopisy utworów oraz utwory drukiem. Ponadto zobaczyć tu można jego fortepian, frak oraz maskę pośmiertną, a także oryginalne meble, pochodzące z domu rodzinnego. Oprócz tego w skład ekspozycji wchodzą zabytkowe piece, pochodzące z Woryt, Reszla i Olsztyna, a także XIX-wieczne figury sakralne z Barczewa (Św. Agata, Św. Rozalia).

Od 2002 roku odbywa się tu Międzynarodowy Festiwal Muzyki Chóralnej im. Feliksa Nowowiejskiego, a także inne koncerty i wystawy.
Muzeum jest obiektem całorocznym, czynnym od wtorku do soboty (niedziele – tylko po uprzednim uzgodnieniu). Od lutego 2014 roku placówka jest nieczynna z powodu remontu.